# Куницына, Пелагея Ивановна
Пелагея Ивановна Куницына (1903, Лопатино, Ковардицкая волость, Муромский уезд — 1951, Муромское, Калининградская область) — звеньевая колхоза «Победа» Приморского района Калининградской области. Герой Социалистического Труда (07.04.1949).

## Биография
В 1903 году (по другим данным в 1902 году) в деревне Лопатино ныне село Ковардицы, Владимирской области родилась Пелагея Ивановна Куницына.
Получила начальное образование и в 1917 году уехала работать ткачихой в город Иваново. В 1941 году вернулась в родные края, в свою деревню, работала в колхозе «Новая жизнь».
В 1946 году по программе переселения переехала в Калининградскую область, в посёлок Муромское. Стала работать звеньевой в колхозе «Победа».
В 1948 году после двух неурожайных сезонов, звено Куницыной получила рекордные 30,1 центнера пшеницы с одного гектара посева, и 29,2 центнера ржи.
Эти достижения не остались без внимания. Пелагея Ивановна была удостоена звания Герой Социалистического Труда и награждена Орденом Ленина. Она стала первым Героем Социалистического Труда в Калининградской области.
Избиралась в областной Совет Депутатов I созыва.
Умерла в 1951 году.

## Награды
- Герой Социалистического Труда (07.04.1949)
- Орден Ленина (1949)